# Neolimnomyia suffilata
Neolimnomyia suffilata är en tvåvingeart som först beskrevs av Alexander 1946.  Neolimnomyia suffilata ingår i släktet Neolimnomyia och familjen småharkrankar.
Artens utbredningsområde är Moçambique. Inga underarter finns listade i Catalogue of Life.